# Lars Yngve
Lars Peter Yngve, född 20 maj 1963 i Löderup, är en svensk författare, föreläsare och förläggare. Hans texter är ofta skrivna på österlendialekt. Han är 2025 bosatt i Ystad.

## Biografi
Lars Yngve föddes 1963 i Löderup på Österlen. Sina första år bodde han med sina morföräldrar i trakten av Hagestad. Vid sex års ålder flyttade han med sina föräldrar till Simrishamn. I tonåren väcktes musikintresset. Han började att spela musik, gick på konserter och läste musiktidskrifter. 1985 bildade han och några vänner från Simrishamn bandet Intermission med inspiration från punk, Jimi Hendrix, The Who och The Smiths. Yngve var sångare. Bandet gav 1988 ut en singel.

## Författare, skribent och tidningsmakare
Yngves bana som tidningsskribent började med att han gick upp till Ystads Allehanda och erbjöd sig att skriva om musik. Han blev därefter en återkommande krönikör i tidningen och även i Trelleborgs Allehanda. Han skrev om musik men också om många andra ämnen. I debutboken Om- (2003) med illustrationer av Madeleine Pyk samlades ett trettiotal krönikor.

### Nya upplagan
2006–2013 gav Lars Yngve ut den månatliga kulturtidskriften Nya upplagan. Tidningen var annonsfinansierad och delades ut gratis. Den innehöll intervjuer, personporträtt, kulturartiklar och lyrik, men inget nyhetsmaterial. Yngve jagade skribenter, skrev själv, redigerade, administrerade tryckningen, spred tidningen (körde runt i Skåne med bil och delade ut tidningsbuntar till butiker mm) och jagade annonser. Hustrun Maria Yngve skötte tidningens ekonomi. Upplagan var till en början 10 000 ex som spreds främst på Österlen, ökade sedan till 20 000 med spridning över hela Skåne, och från 2011 trycktes 30 000 ex varav 10 000 delades ut i Stockholm.
Kända författare, namn som Susanna Alakoski, Göran Greider, Stefan Jarl, Karl Ove Knausgård, Sofi Oksanen, Björn Ranelid, Jacques Werup och Sophie Zelmani, bidrog helt utan ersättning. Detta var en förutsättning för att ekonomin skulle gå ihop. Tidningen kunde också helt gratis publicera texter av Bono (U2), Noam Chomsky, Yoko Ono och Lech Wałęsa. Trots detta var ekonomin hela tiden ett problem. Yngve sökte upprepade gånger bidrag från Statens kulturråd, Region Skåne och Ystads kommun, men fick alltid avslag. 2013 beslöt han därför att lägga ner utgivningen. Man hade då gett ut ett åttiotal nummer i närmare 2 miljoner exemplar.

### Nils-Ude
2011 lanserade Lars Yngve gestalten Nils-Ude i sin första roman eller berättelsesamling, ”Kossijissenamn”. Han skrev boken på den österlenska dialekt han hade hört sin ”moffor” (morfar) och mormor tala. Boken är inte självbiografisk, men Nils-Ude har lånat drag av Yngve och ”moffor” av verklighetens morfar. Författaren ville dels underhålla med de dråpliga historierna och dels bidra till att dialekten bevarades. Han gav ut boken på det egna förlaget Håll truten. Han följde upp med Halleda (2012) och Ko po lanned (2014). Om man vände på Ko po lanned kunde man läsa berättelsen i rikssvensk översättning under titeln Kreatur i storstadsmiljö.
Namnet Nils-Ude hämtade Yngve från en gammal klasskamrat som hette Nils-Inge, vilket också är det skånska uttalet av "Nils-Inne". Han kallades därför för Nils-Ude, dvs Nils-Ute.
Lars Yngve fortsatte att skriva om Nils-Ude men i andra format. Tillsammans med tecknaren Martin Reslow gjorde han tecknade serier som publicerades i bokform, Hagestamannen (2020) på det egna förlaget Håll truten, eller i tidningarna Ystads Allehanda och Kvällsposten. Han läste in ljudböcker som gavs ut både som vinyl-lp (ällpe) och cd (sede). På dubbel-cd:n Moffor å jau (2018) figurerade även Björn Ranelid som uppläsare och Peps Persson spelade låten Blueskatarr.

### Jultidningar, ordbok och roman
Nils-Ude har också förekommit i de ”julatiningar” (jultidningar) som Lars Yngve gett ut 2016, 2017 och 2022. Förutom Yngves egna texter har de innehållit bidrag av Jonas Hallberg, Kalle Lind, Jan Sigurd, Jacques Werup m.fl. liksom Martin Reslows teckningar.
2019 gav Yngve ut Österlen-svensk ordbok (ny uppl. 2021). Där samlade han många av de ord och uttryck han hörde i sin barndom eller senare hört äldre människor på Österlen använda. I boken finns också faktarutor, anekdoter och berättelser.
1963-1976 e.Kr. (2023) är en roman av Yngve med starka självbiografiska inslag. Den är skriven på rikssvenska och handlar alltså om författarens tretton första år. Mormor och morfar får stort utrymme.

## Kulturpris, lärare, föreläsare och politiker
- 2011 fick Lars Yngve Ystads kommuns kulturpris för sitt arbete med Nya upplagan.[9]
- 2018 nominerades han till Ystads Allehandas kulturpris för att ”outtröttligt på okonventionella vägar, alltid med humor […] levandegöra Österlenmål och lived på lanned …”.[2]
- Vid sidan av sitt författarskap har Yngve arbetat som lärare i svenska och som föreläsare.[12][13][10][14]
- 2019 var Lars Yngve ersättare för Moderaterna i Ystads kommuns kulturnämnd.[14]